# Discografia di Jerry Lee Lewis
La discografia di Jerry Lee Lewis, uno dei massimi esponenti di musica rock and roll, è composta da 44 album in studio (38 solisti e 6 in collaborazione), 9 dischi dal vivo, oltre 20 raccolte e una colonna sonora.

## Album in studio
| Titolo                                               | Classifiche | Classifiche | Classifiche | Classifiche | Classifiche |
| Titolo                                               | US          | US Country  | CAN         | AUS         | UK          |
| ---------------------------------------------------- | ----------- | ----------- | ----------- | ----------- | ----------- |
| Jerry Lee Lewis                                      | —           | —           | —           | —           | —           |
| Jerry Lee's Greatest!                                | —           | —           | —           | —           | 12          |
| The Golden Hits of Jerry Lee Lewis                   | 40          | —           | —           | —           | —           |
| The Return of Rock                                   | 64          | —           | —           | —           | —           |
| Country Songs for City Folks                         | —           | 39          | —           | —           | —           |
| Memphis Beat                                         | 145         | —           | —           | —           | —           |
| Soul My Way                                          | —           | —           | —           | —           | —           |
| Another Place, Another Time                          | 160         | 3           | —           | —           | —           |
| She Still Comes Around                               | —           | 12          | —           | —           | —           |
| Sings the Country Music Hall of Fame Hits, Vol. 1    | 127         | 2           | —           | —           | —           |
| Sings the Country Music Hall of Fame Hits, Vol. 2    | 124         | 5           | —           | —           | —           |
| The Golden Cream of the Country                      | —           | 11          | —           | —           | —           |
| She Even Woke Me Up to Say Goodbye                   | 186         | 9           | —           | —           | —           |
| In Loving Memories: The Jerry Lee Lewis Gospel Album | 213         | 18          | —           | —           | —           |
| There Must Be More to Love Than This                 | 190         | 8           | —           | —           | —           |
| Touching Home                                        | 152         | 11          | —           | —           | —           |
| Would You Take Another Chance on Me?                 | 115         | 3           | —           | —           | —           |
| The Killer Rocks On                                  | 105         | 4           | —           | 30          | —           |
| Who's Gonna Play This Old Piano?                     | 201         | 3           | —           | —           | —           |
| The Session...Recorded in London with Great Artists  | 37          | 4           | 12          | 36          | —           |
| Sometimes a Memory Ain't Enough                      | —           | 6           | —           | —           | —           |
| Southern Roots: Back Home to Memphis                 | —           | 6           | —           | —           | —           |
| I-40 Country                                         | —           | 25          | —           | —           | —           |
| Boogie Woogie Country Man                            | —           | 16          | —           | —           | —           |
| Odd Man In                                           | —           | 33          | —           | —           | —           |
| Country Class                                        | —           | 18          | —           | —           | —           |
| Country Memories                                     | —           | 21          | —           | —           | —           |
| Jerry Lee Keeps Rockin'                              | —           | 40          | —           | —           | —           |
| Jerry Lee Lewis                                      | 186         | 23          | —           | —           | —           |
| When Two Worlds Collide                              | —           | 32          | —           | —           | —           |
| Killer Country                                       | —           | 35          | —           | —           | —           |
| My Fingers Do the Talkin'                            | —           | 62          | —           | —           | —           |
| I Am What I Am                                       | —           | —           | —           | —           | —           |
| Rocket                                               | —           | —           | —           | —           | —           |
| Young Blood                                          | 31          | —           | —           | —           | —           |
| Last Man Standing                                    | 26          | 4           | 34          | 46          | —           |
| Mean Old Man                                         | 30          | —           | 30          | —           | —           |
| Rock & Roll Time                                     | 140         | 27          | —           | —           | —           |

## Album live
| Titolo                                              | Classifiche | Classifiche | Classifiche |
| Titolo                                              | US          | US Country  | CAN         |
| --------------------------------------------------- | ----------- | ----------- | ----------- |
| Live at the Star Club, Hamburg                      | —           | —           | —           |
| The Greatest Live Show on Earth                     | 32          | —           | —           |
| By Request: More of the Greatest Live Show on Earth | —           | —           | —           |
| Live at the International, Las Vegas                | 149         | 5           | —           |
| Live at Gilley's                                    | —           | —           | —           |
| Last Man Standing Live                              | —           | —           | —           |
| Live from Austin, TX (Live DVD & CD)                | —           | —           | —           |
| Jerry Lee Lewis: Live at Third Man Records          | —           | —           | —           |

## Raccolte - parziale
| Titolo                                                        | Classifiche | Classifiche | Classifiche |
| Titolo                                                        | US          | US Country  | CAN         |
| ------------------------------------------------------------- | ----------- | ----------- | ----------- |
| Original Golden Hits, Vol. 1                                  | 119         | 8           | —           |
| Original Golden Hits, Vol. 2                                  | 122         | 6           | —           |
| Rockin' Rhythm and Blues                                      | —           | —           | —           |
| A Taste of Country                                            | —           | 16          | —           |
| Ole Tyme Country Music                                        | —           | —           | —           |
| The Best of Jerry Lee Lewis                                   | 114         | 8           | —           |
| Monsters                                                      | —           | 44          | —           |
| Original Golden Hits, Vol. 3                                  | —           | —           | —           |
| Breathless (High Heel Sneakers + Roll Over Beethoven)         | —           | —           | —           |
| The Best of Jerry Lee Lewis, Volume II                        | —           | 23          | —           |
| Best of/Vol. 3                                                | —           | 49          | —           |
| The Best of Jerry Lee Lewis Featuring 39 and Holding          | —           | 39          | —           |
| Jerry Lee Lewis – 18 Original Sun Greatest Hits               | —           | —           | —           |
| All Killer, No Filler: The Anthology                          | —           | —           | —           |
| Whole Lotta Shakin' Goin' On                                  | 62          | —           | —           |
| Great Balls of Fire and Other Hits                            |             | —           |             |
| A Half-Century of Hits (box set)                              | —           | —           | —           |
| Sun Recordings: Greatest Hits                                 | —           | 71          | —           |
| A Whole Lotta...Jerry Lee Lewis: The Definitive Retrospective | —           | —           | —           |
| Lost Christmas: Holiday Rarities (vari artisti)               | —           | —           | —           |

## Album in collaborazione

### Collaborazioni in studio
| Titolo                                                                      | Classifiche | Classifiche | Classifiche |
| Titolo                                                                      | US          | US Country  | AUS         |
| --------------------------------------------------------------------------- | ----------- | ----------- | ----------- |
| Together (con Linda Gail Lewis)                                             | —           | 8           | —           |
| Duets: Jerry Lee Lewis and Friends (con Jimmy "Orion" Ellis e Charlie Rich) | —           | —           | 93          |
| The Million Dollar Quartet (con Johnny Cash, Carl Perkins e Elvis Presley)  | —           | —           |             |
| Four Legends (con Faron Young, Webb Pierce e Mel Tillis)                    | —           | —           | —           |
| Class of '55 (con Johnny Cash, Carl Perkins e Roy Orbison)                  | 87          | 15          | —           |
| Jimmy Lee & Jerry Lee: The Boys From Ferriday (con Jimmy Swaggart)          | —           | —           | —           |

### Collaborazioni live
| Titolo                                                | Classifiche | Classifiche |
| Titolo                                                | US          | US Country  |
| ----------------------------------------------------- | ----------- | ----------- |
| The Survivors Live (con Johnny Cash and Carl Perkins) | 205         | 21          |

## Colonne sonore
| Titolo                                                   | Chart positions | Chart positions | Chart positions | Certificazione           |
| Titolo                                                   | US              | US Country      | CAN             | Spagna: Disco di platino |
| -------------------------------------------------------- | --------------- | --------------- | --------------- | ------------------------ |
| Original Motion Picture Soundtrack: Great Balls of Fire! | —               | —               | —               | Spagna: Disco di platino |

## Singoli

### 1950 - 1959
| Anno | Titolo                                                                                        | Classifiche | Classifiche | Classifiche | Classifiche | Album                           |
| Anno | Titolo                                                                                        | US          | US Country  | US R&B      | UK          | Album                           |
| ---- | --------------------------------------------------------------------------------------------- | ----------- | ----------- | ----------- | ----------- | ------------------------------- |
| 1956 | "Crazy Arms" b/w "End Of The Road" (dal disco Original Golden Hits - Volume 1)                | —           | —           | —           | —           | Jerry Lee Lewis                 |
| 1957 | "Whole Lot of Shakin' Going On" b/w "It'll Be Me" (dal disco Jerry Lee Lewis)                 | 3           | 1           | 1           | 8           | Original Golden Hits - Volume 1 |
| 1957 | "Great Balls of Fire"                                                                         | 2           | 1           | 1           | 1           | Jerry Lee's Greatest!           |
| 1957 | "You Win Again"                                                                               | 95          | 4           | -           | —           | Original Golden Hits - Volume 1 |
| 1958 | "Breathless"                                                                                  | 7           | 4           | 3           | 8           | Original Golden Hits - Volume 1 |
| 1958 | "Down the Line"                                                                               | 51          | —           | —           | —           | Original Golden Hits - Volume 1 |
| 1958 | "High School Confidential"                                                                    | 21          | 9           | 5           | 12          | Jerry Lee Lewis                 |
| 1958 | "Fools Like Me"                                                                               | —           | —           | 11          | —           | Jerry Lee Lewis                 |
| 1958 | "Break Up"                                                                                    | 52          | —           | —           | —           | Jerry Lee's Greatest!           |
| 1958 | "I'll Make It All Up to You"                                                                  | 85          | 19          | —           | —           | Original Golden Hits - Volume 2 |
| 1959 | "I'll Sail My Ship Alone" b/w "It Hurt Me So" (non presente in nessun album)                  | 93          | —           | —           | —           | Original Golden Hits - Volume 2 |
| 1959 | "Lovin' Up a Storm"                                                                           | 81          | —           | —           | 28          | Nessun album                    |
| 1959 | "Let's Talk About Us" b/w "The Ballad Of Billy Joe" (non presente in nessun album)            | 76          | —           | —           | —           | Jerry Lee's Greatest!           |
| 1959 | "Little Queenie" b/w "I Could Never Be Ashamed Of You" (from Original Golden Hits - Volume 2) | —           | —           | —           | —           | Original Golden Hits - Volume 1 |

### 1960 - 1969
| Anno | Titolo | Classifiche | Classifiche | Classifiche | Classifiche | Album                                       |
| Anno | Titolo | US          | US Country  | CAN Country | UK          | Album                                       |
| ---- | --- | ----------- | ----------- | ----------- | ----------- | ------------------------------------------- |
| 1960 | "Baby Baby Bye Bye" b/w "Old Black Joe" (dal disco Ole Tyme Country Music)                                           | —           | —           | —           | 47          | Nessun album                                |
| 1960 | "John Henry" b/w "Hang Up My Rock and Roll Shoes" (dal disco Rockin' Rhythm and Blues)                               | —           | —           | —           | —           | Ole Tyme Country Music                      |
| 1960 | "When I Get Paid" b/w "Love Made A Fool Of Me"                                                                       | —           | —           | —           | —           | Nessun album                                |
| 1961 | "What'd I Say" b/w "Livin' Lovin' Wreck" (non presente in nessun album)                                              | 25          | 27          | —           | 10          | Jerry Lee's Greatest!                       |
| 1961 | "Cold, Cold Heart" b/w "It Won't Happen With Me" (non presente in nessun album)                                      | —           | 22          | —           | —           | Jerry Lee's Greatest!                       |
| 1961 | "Save the Last Dance For Me" b/w "As Long As I Live" (from The Golden Cream Of The Country)                          | —           | —           | —           | —           | Original Golden Hits - Volume 2             |
| 1961 | "Money" b/w "Bonnie B" (non presente in nessun album)                                                                | —           | —           | —           | —           | Original Golden Hits - Volume 2             |
| 1962 | "I've Been Twistin'" b/w "Ramblin' Rose" (dal disco The Golden Cream Of The Country)                                 | —           | —           | —           | —           | Nessun album                                |
| 1962 | "Sweet Little Sixteen"                                                                                               | 95          | —           | —           | 38          | Rockin' Rhythm and Blues                    |
| 1962 | "How's My Ex Treating You?"                                                                                          | 98          | —           | —           | —           | Original Golden Hits - Volume 2             |
| 1962 | "Good Golly Miss Molly" b/w "I Can't Trust Me (In Your Arms Anymore)" (from The Golden Cream Of The Country)         | 99          | —           | —           | 31          | Rockin' Rhythm and Blues                    |
| 1963 | "Teenage Letter" b/w "Seasons Of My Heart" (With Linda Gail Lewis, from The Golden Cream Of The Country)             | —           | —           | —           | —           | Nessun album                                |
| 1964 | "Hit The Road Jack"                                                                                                  | 103         | —           | —           | —           | Nessun album                                |
| 1964 | "Pen and Paper" | —           | 36          | —           | —           | Nessun album                                |
| 1964 | "I'm On Fire" b/w "Bread and Butter Man"                                                                             | 98          | —           | —           | —           | Nessun album                                |
| 1964 | "She Was My Baby (He Was My Friend)" b/w "The Hole He Said He'd Dig For Me"                                          | —           | —           | —           | —           | Nessun album                                |
| 1964 | "Hi Heel Sneakers" b/w "You Went Back On Your Word" (dal disco The Return Of Rock)                                   | 91          | —           | —           | —           | The Greatest Live Show on Earth             |
| 1965 | "Green Green Grass Of Home" b/w "Baby (You Got What It Takes)" (con Linda Gayle Lewis, non presente in nessun album) | —           | —           | —           | —           | Country Songs For City Folks                |
| 1965 | "Carry Me Back To Old Virginia" b/w "I Know What It Means" (non presente in nessun album)                            | —           | —           | —           | —           | Ole Tyme Country Music                      |
| 1965 | "Baby, Hold Me Close" b/w "I Believe In You"                                                                         | 129         | —           | —           | —           | The Return of Rock                          |
| 1966 | "Sticks and Stones" b/w "What A Heck Of A Mess" (non presente in nessun album)                                       | —           | —           | —           | —           | Memphis Beat                                |
| 1966 | "Memphis Beat" b/w "If I Had It All To Do Over" (non presente in nessun album)                                       | —           | —           | —           | —           | Memphis Beat                                |
| 1967 | "It's A Hang Up Baby" b/w "Holdin' On"                                                                               | —           | —           | —           | —           | Soul My Way                                 |
| 1967 | "Turn On Your Love Light" b/w "Shotgun Man"                                                                          | —           | —           | —           | —           | Soul My Way                                 |
| 1968 | "Another Place, Another Time" b/w "Walking The Floor Over You"                                                       | 97          | 4           | —           | —           | Another Place, Another Time                 |
| 1968 | "What's Made Milwaukee Famous (Has Made A Loser Out Of Me)" b/w "All The Good Is Gone"                               | 94          | 2           | 1           | —           | Another Place, Another Time                 |
| 1968 | "She Still Comes Around (To Love What's Left Of Me)" b/w "Slipping Around" (dal disco The Best Of Jerry Lee Lewis)   | —           | 2           | 2           | —           | She Still Comes Around                      |
| 1968 | "To Make Love Sweeter For You" b/w "Let's Talk About Us"                                                             | —           | 1           | 4           | —           | She Still Comes Around                      |
| 1969 | "One Has My Name (The Other Has My Heart)" b/w "I Can't Stop Loving You"                                             | —           | 3           | 1           | —           | The Country Music Hall of Fame Hits, Vol. 2 |
| 1969 | "Invitation To Your Party" b/w "I Could Never Be Ashamed Of You" (dal disco Original Golden Hits - Volume 2)         | —           | 6           | 1           | —           | The Golden Cream Of The Country             |
| 1969 | "She Even Woke Me Up To Say Goodbye" b/w "Echoes" (from She Still Comes Around)                                      | —           | 2           | 1           | —           | She Even Woke Me Up To Say Goodbye          |
| 1969 | "One Minute Past Eternity" b/w "Frankie and Johnny"                                                                  | —           | 2           | 2           | —           | The Golden Cream Of The Country             |

### 1970 - 1979
| Anno | Titolo | Classifiche | Classifiche | Classifiche | Classifiche | Album                                |
| Anno | Titolo | US          | US Country  | CAN         | CAN Country | Album                                |
| ---- | --- | ----------- | ----------- | ----------- | ----------- | ------------------------------------ |
| 1970 | "There Must Be More To Love Than This" b/w "Home Away From Home"                                             | —           | 1           | —           | 1           | There Must Be More To Love Than This |
| 1970 | "Once More with Feeling" b/w "You Went Out Of Your Way (To Walk On Me)"                                      | —           | 2           | —           | 17          | She Even Woke Me Up To Say Goodbye   |
| 1970 | "I Can't Seem to Say Goodbye" b/w "Goodnight Irene"                                                          | —           | 7           | —           | 4           | A Taste Of Country                   |
| 1970 | "Waiting for a Train" b/w "Big Legged Woman" (dal disco Rockin' Rhythm and Blues)                            | —           | 11          | —           | 18          | Ole Tyme Country Music               |
| 1970 | "In Loving Memories" b/w "I Can't Have A Merry Christmas, Mary (Without You)" (non presente in nessun album) | —           | 48          | —           | —           | In Loving Memories                   |
| 1971 | "Touching Home" b/w "Woman, Woman (Get Out Of Our Way)" (from There Must Be More To Love Than This)          | 110         | 3           | —           | 4           | Touching Home                        |
| 1971 | "Love On Broadway" b/w "Matchbox" (dal disco Monsters)                                                       | —           | 31          | —           | —           | Original Golden Hits - Volume III    |
| 1971 | "When He Walks On You (Like You Have Walked On Me)" b/w "Foolish Kind Of Man"                                | —           | 11          | —           | 1           | Touching Home                        |
| 1971 | "Me and Bobby McGee"                                                                                         | 40          | flip        | 50          | —           | Would You Take Another Chance on Me  |
| 1971 | "Would You Take Another Chance on Me"                                                                        | —           | 1           | —           | 2           | Would You Take Another Chance on Me  |
| 1972 | "Chantilly Lace"                                                                                             | 43          | 1           | 59          | 1           | The Killer Rocks On                  |
| 1972 | "Think About It Darlin'"                                                                                     | —           | flip        | —           | 19          | Who's Gonna Play This Old Piano      |
| 1972 | "Lonely Weekends"                                                                                            | —           | 11          | —           | 13          | The Killer Rocks On                  |
| 1972 | "Turn On Your Love Light"                                                                                    | 95          | —           | —           | —           | The Killer Rocks On                  |
| 1972 | "Who's Gonna Play This Old Piano" b/w "No Honky Tonks In Heaven"                                             | —           | 14          | —           | 6           | Who's Gonna Play This Old Piano?     |
| 1973 | "No More Hanging On" b/w "The Mercy Of A Letter"                                                             | —           | 19          | —           | 3           | Who's Gonna Play This Old Piano?     |
| 1973 | "No Headstone On My Grave" b/w "Jack Daniels (Old No 7)" (non presente in nessun album)                      | 104         | 60          | —           | 86          | Sessions                             |
| 1973 | "Meat Man" b/w "Just A Little Bit"                                                                           | —           | —           | —           | —           | Southern Roots                       |
| 1973 | "Drinkin' Wine Spo-Dee-O-Dee" "Rock and Roll Medley"                                                         | 41          | 20          | 33          | 12          | Sessions                             |
| 1973 | "Sometimes A Memory Ain't Enough" b/w "I Think I Need To Pray                                                | —           | 6           | —           | 6           | Sometimes A Memory Ain't Enough      |
| 1974 | "I'm Left, You're Right, She's Gone" b/w "I've Fallen To The Bottom"                                         | —           | 21          | —           | 23          | Sometimes A Memory Ain't Enough      |
| 1974 | "Tell Tale Signs" b/w "Cold, Cold Morning Light"                                                             | —           | 18          | —           | 8           | I-40 Country                         |
| 1974 | "He Can't Fill My Shoes" b/w "Tomorrow's Taking My Baby Away"                                                | —           | 8           | —           | 4           | I-40 Country                         |
| 1975 | "I Can Still Hear The Music in the Restroom" b/w "Remember Me (I'm The Who Loves You)"                       | —           | 13          | —           | 20          | Boogie Woogie Country Man            |
| 1975 | "Boogie Woogie Country Man" b/w "I'm Still Jealous Of You                                                    | —           | 24          | —           | —           | Boogie Woogie Country Man            |
| 1975 | "A Damn Good Country Song" b/w "When I Take My Vacation To Heaven"                                           | —           | 68          | —           | 42          | Odd Man In                           |
| 1976 | "Don't Boogie Woogie" b/w "That Kind Of Fool"                                                                | —           | 58          | —           | —           | Odd Man In                           |
| 1976 | "Let's Put It Back Together Again" b/w "Jerry Lee's Rock and Roll Revival Show"                              | —           | 6           | —           | 14          | Country Class                        |
| 1976 | "The Closest Thing to You" b/w "You Belong To Me"                                                            | —           | 27          | —           | 23          | Country Class                        |
| 1977 | "Middle Age Crazy" b/w "Georgia On My Mind"                                                                  | —           | 4           | —           | 3           | Country Memories                     |
| 1978 | "Come On In" b/w "Who's Sorry Now"                                                                           | —           | 10          | —           | 44          | Country Memories                     |
| 1978 | "I'll Find It Where I Can" b/w "Don't Let The Stars Get In Your Eyes"                                        | —           | 10          | —           | —           | Jerry Lee Keeps Rockin'              |
| 1979 | "Save the Last Dance for Me" b/w "Am I To Be The One"                                                        | —           | 26          | —           | 18          | Duets                                |
| 1979 | "Cold, Cold Heart" b/w "Hello Josephine"                                                                     | —           | 84          | —           | —           | Duets                                |
| 1979 | "Rockin' My Life Away"                                                                                       | 101         | 18          | —           | 34          | Jerry Lee Lewis (Elektra)            |
| 1979 | "I Wish I Was Eighteen Again"                                                                                | —           | flip        | —           | —           | Jerry Lee Lewis (Elektra)            |
| 1979 | "Who Will the Next Fool Be?" b/w "Rita May"                                                                  | —           | 20          | —           | 24          | Jerry Lee Lewis (Elektra)            |

### 1980-2009
| AnNo | Titolo | Classifiche | Classifiche | Album                                         |
| AnNo | Titolo | US Country  | CAN Country | Album                                         |
| ---- | --- | ----------- | ----------- | --------------------------------------------- |
| 1980 | "When Two Worlds Collide" b/w "Good News Travels Fast"                                                             | 11          | 15          | When Two Worlds Collide                       |
| 1980 | "Honky Tonk Stuff" b/w "Rockin' Jerry Lee"                                                                         | 28          | 48          | When Two Worlds Collide                       |
| 1980 | "Somewhere Over the Rainbow" b/w "Folsom Prison Blues"                                                             | 10          | 18          | Killer Country                                |
| 1981 | "Thirty Nine and Holding" b/w "Change Places With Me"                                                              | 4           | 6           | Killer Country                                |
| 1982 | "I'm So Lonesome I Could Cry" b/w "Pick Me Up On Your Way Down" (da The Country Music Hall Of Fame Hits, Volume 2) | 43          | —           | The Country Music Hall Of Fame Hits, Volume 1 |
| 1982 | "I'd Do It All Again" b/w "Who Will Buy The Wine"                                                                  | 52          | —           | The Best Of Jerry Lee Lewis                   |
| 1982 | "My Fingers Do the Talkin'" b/w "Forever Forgiving"                                                                | 44          | 41          | My Fingers Do the Talkin'                     |
| 1983 | "Come as You Were" b/w "Circumstantial Evidence"                                                                   | 66          | —           | My Fingers Do the Talkin'                     |
| 1983 | "Why You Been Gone So Long?" b/w "She Sings Amazing Grace"                                                         | 69          | —           | My Fingers Do the Talkin'                     |
| 1984 | "I Am What I Am" b/w "That Was The Way It Was Then"                                                                | —           | —           | I Am What I Am                                |
| 1986 | "Get Out Your Big Roll Daddy" b/w "Honky Tonkin' Rock 'N Roll Piano Man"                                           | —           | —           | Get Out Your Big Roll Daddy                   |
| 1986 | "Sixteen Candles" b/w "Rock and Roll (FAIS-DO-DO)" (con Roy Orbison, Johnny Cash e Carl Perkins)                   | 61          | —           | Class of '55                                  |
| 1990 | "It Was The Whiskey Talkin' (Not Me)" b/w "It Was The Whisky Talkin' (Not Me)" (Rock & Roll version)               | —           | —           | Dick Tracy (soundtrack)                       |
| 2009 | "Mean Old Man" | —           | —           | Mean Old Man                                  |

## Altri singoli

### Singoli dagli album in collaborazione
| Anno | Titolo                    | Artist           | Classifiche | Classifiche | Album    |
| Anno | Titolo                    | Artist           | US Country  | CAN Country | Album    |
| ---- | ------------------------- | ---------------- | ----------- | ----------- | -------- |
| 1969 | "Don't Let Me Cross Over" | Linda Gail Lewis | 9           | —           | Together |
| 1970 | "Roll Over Beethoven"     | Linda Gail Lewis | 71          | 12          | Together |

### Singoli come ospite
| Anno | Titolo                           | Artist          | Classifiche | Album                 |
| Anno | Titolo                           | Artist          | US Country  | Album                 |
| ---- | -------------------------------- | --------------- | ----------- | --------------------- |
| 1989 | "Never Too Old to Rock 'n' Roll" | Ronnie McDowell | 50          | I'm Still Missing You |
| 1992 | "Great Balls of Fire"            | Dorothée        | —           | Une Histoire d'Amour  |

## Video musicali
| Anno | Video                             | ReGista       |
| ---- | --------------------------------- | ------------- |
| 2006 | "Honky Tonk Woman" (con Kid Rock) | Trey Fanjoy   |
| 2006 | "Pink Cadillac"                   | Lucas Virgoux |

## Altre apparizioni
| Year | Song                                  | Album                                                  |
| ---- | ------------------------------------- | ------------------------------------------------------ |
| 2010 | "Great Balls of Fire" (versione live) | The 25th Anniversary Rock & Roll Hall Of Fame Concerts |